# Damion James
Damion Marquez Williams James (nascut el 7 d'octubre de 1987 a Hobbs, Nou Mèxic) és un jugador de bàsquet estatunidenc que pertany al planter del New Jersey Nets de l'NBA. Amb 2,01 metres d'alçària, juga en la posició d'aler.